# Франсіс Лемарк
Франсіс Лемарк (фр. Francis Lemarque, 25 листопада 1917, Париж — 20 квітня 2002, Сен-Мор-де-Фоссе) — французький співак і композитор. Під час тривалої кар'єри, він написав і склав майже 400 пісень, у тому числі À Paris, яка стала однією з найвідоміших пісень про Париж і переспівана десятками виконавців у всьому світі
.

## Біографія

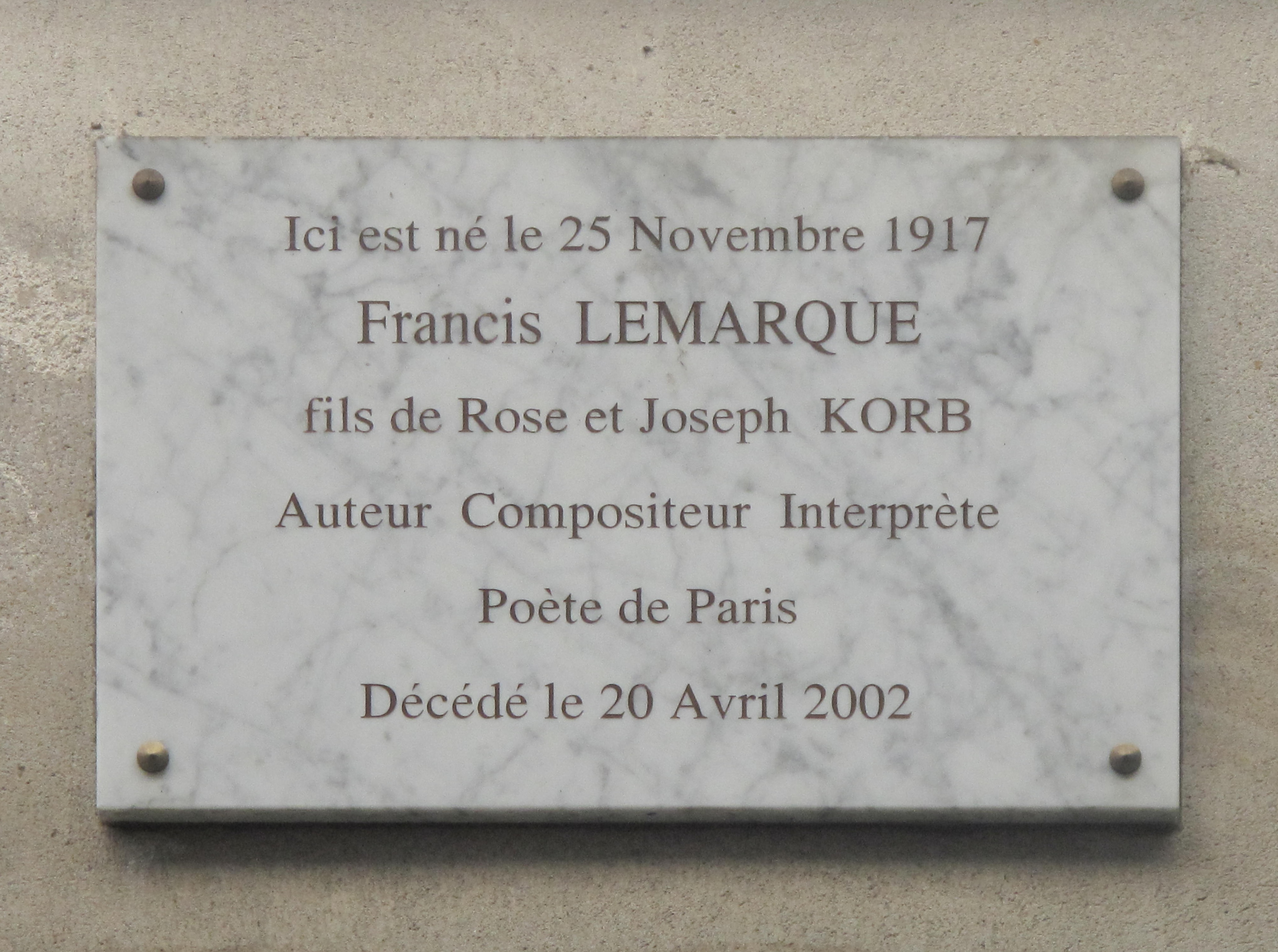
Меморіальна дошка на будинку, де народився і виріс майбутній артист

Натан Корб (фр. Nathan Korb), майбутній Франсіс Лемарк, народився в Парижі на вулиці де Лапп, в будинку № 51 в маленькій двокімнатній квартирі на другому поверсі 25 листопада 1917 року в родині польсько-литовських єврейських іммігрантів, які прибули до Франції за кілька років до цього, рятуючись від погромів. Батько Жозеф Корб — польський єврей, дамський кравець, перш ніж прибути до Франції, дезертирував із царської армії, куди був призваний насильно (див. Кантоністи), помер від туберкульозу в 1933 році. Мати Роза Корб (уроджена Ейдельман) — литовська єврейка, народилася 15 січня 1893 року в Салакасе, стала жертвою Голокосту. Натан був середньою дитиною в родині, старший брат — Моріс, молодша сестра Рахіль.
В 11 років йому довелося покинути школу, щоб піти працювати на завод. У 1934 році разом з братом Морісом організував музичний дует, в якому виступав у паризьких шинках до війни. У 1934 році під час страйків і в 1936 році в ході передвиборної боротьби, брати виступали на заводах, агітуючи за «Народний фронт». З початком Дивної війни Моріс був покликаний в армію, а в 1940 році на фронт вирушив і сам Натан, де був зарахований в концертну бригаду. Після падіння Франції, поїхав жити в «вільну зону», де в Марселі познайомився з Жаком Канетті, який згодом став його продюсером, тоді ж і з'явився псевдонім Франсіс Лемарк. Далі були гастролі по Північній Африці, в тому числі дуетом з гітаристом Джанго Рейнартом.
У червні 1943 року його матір заарештували в Марселі і відправили через Дрансі в Освенцім, де вона померла. Вірний своєму комуністичному ідеалу, після цього він вступив в партизанський загін маки, був узятий в полон, провів кілька місяців в ув'язненні. Після звільнення, вступив в діючу армію, брав участь в боях на лінії Зігфріда, Ельзасько-лотарінгській операції, Кольмарській операції у складі 12-го драгунського полку, в званні лейтенант.
Після війни він продовжив виступи на паризьких сценах, де познайомився з Івом Монтаном, з яким у нього зав'язалися дружні стосунки, що тривали багато років. Ці роки ознаменувалися їх тісним співробітництвом, яке завдяки Лемарку поповнив репертуар Монтана трьома десятками пісень. Тема Парижа і акордеон були невід'ємною складовою майже всіх творів Франсіса Лемарка в його творчості, а пісня «À Paris» стала його візитною карткою і своєрідним музичним символом французької столиці.
В 1952 році, в розпал Індокитайської війни, їм була написана і заспівана антивоєнна антиколоніальна пісня Quand un soldat, яка викликала великий скандал і була заборонена цензурою. У 1969 році він брав участь у створенні асоціації Франко-корейської дружби, яка підтримувала зв'язки з КНДР..
У 1982 році знявся в єдиному для себе кінофільмі «Необхідна самооборона» в ролі Люсьєна Модо. Свій останній концерт Лемарк дав у 2001 році, а через рік раптово помер у своєму будинку в Сен-Мор-де-Фоссе у віці 84 років. Шансоньє був похований в Парижі на кладовищі Пер-Лашез поруч з Івом Монтаном.

## Дискографія
- 1949 : À Paris
- 1949 : Le tueur affamé
- 1949 : Cornet de frites
- 1949 : Bal, petit bal
- 1950 : Le cocher du fiacre
- 1950 : John Black
- 1950 : Bal musette
- 1950 : J'ai mis mes cliques
- 1951 : Bois de Boulogne (Patins à roulettes)
- 1951 : D'amour et d'eau fraîche
- 1951 : Clown
- 1951 : Figaro
- 1951 : Le Petit Cordonnier
- 1953 : Toi, tu n'ressembles à personne
- 1953 : fr:Quand un soldat
- 1955 : La grenouille
- 1955 : Un air de cristal
- 1955 : Mon copain d'Pékin
- 1955 : Julot poil-dans-la-main
- 1956 : Seul un homme peut faire ça
- 1956 : Bientôt le soleil
- 1956 : Matilda
- 1956 : Les routiers
- 1956 : Le chemin des oliviers
- 1957 : Marjolaine
- 1957 : L'air de Paris
- 1957 : Général Fend La Bise
- 1957 : Chagrins d'Amour
- 1958 : L'Assassin du dimanche
- 1958 : Les Fleurs et l'amour
- 1959 : Le Temps du muguet
- 1960 : Une rose rouge
- 1960 : Le monde est grand
- 1962 : Miséricorde
- 1962 : La guerre des boutons
- 1962 : Écoutez la ballade
- 1962 : Vieux Salomon
- 1962 : Ma romance
- 1962 : Terrain vague
- 1963 : C'est loin
- 1963 : C'est la faute à l'accordéon
- 1963 : C'était un homme libre
- 1963 : Allez donc
- 1964 : La faim de vivre
- 1964 : Le dernier printemps
- 1965 : La rose et la guerre
- 1965 : Rocambole
- 1965 : Au son de l'accordéon
- 1965 : Le bar du dernier verre
- 1965 : Le cœur de cerise
- 1965 : Un jour on s'en va
- 1968 : L'opéra des jours heureux
- 1968 : Tu tutoies les muses
- 1968 : La terre, le ciel et l'eau
- 1968 : À Paris autrefois